# De Dageraad (hoorspel)
De dageraad is een hoorspel naar L’aube: récit (1960) van Elie Wiesel. De AVRO zond het uit op donderdag 13 juli 1964. De vertaling en bewerking was van Jan Hardenberg en Kommer Kleijn had de spelleiding. Het hoorspel duurde 87 minuten.

## Rolbezetting
- Hein Boele (Elisha)
- Paul van der Lek (Doth)
- Willie Brill (Ilana)
- Hans Karsenbarg (Joaph)
- Hans Veerman (Gideon)
- Ferenc Schneiders (David)
- Frans Somers (John Dawson)
- Wam Heskes (een bedelaar)
- Rien van Noppen (de minister)
- Huib Orizand (de hoge commissaris)
- Paula Majoor (een jongen)
- Tine Medema, Donald de Marcas, Maarten Kapteijn, Harry Bronk & Han König (verdere medewerkenden)

## Inhoud
Wiesel beschrijft hoe een overlevende van de concentratiekampen, zoals hij er zelf ook één is, in de strijd voorafgaand aan de stichting van de staat Israël bij dageraad een Engelse officier moet executeren, als represaille voor de terechtstelling van een joodse vrijheidsstrijder door de Engelsen. Die laatste nacht brengt de ik-persoon met andere medestrijders wakend door. Die nacht is als een spiegel. Hij ziet zichzelf als de dood met duizend ogen. Hij voert gesprekken met medestrijders en met omgekomen familieleden en andere bekenden uit Sighet, zijn leermeester, zijn vrienden - en met zichzelf, in de gestalte van die kleine jongen, die die eerste nacht in Auschwitz stierf…